# Eudesmia loccea
Eudesmia loccea är en fjärilsart som beskrevs av William Schaus. Eudesmia loccea ingår i släktet Eudesmia och familjen björnspinnare. Inga underarter finns listade i Catalogue of Life.